# 大矢博子
大矢 博子（おおや ひろこ、1964年11月1日 - ）は、日本のライター、書評家。大分県生まれ。名古屋市在住。

## 来歴
北九州市立大学外国語学部から民間気象会社を経て、1999年より執筆活動を始める。趣味で始めた書評サイトをきっかけに書評家となり、ミステリや時代小説など娯楽小説分野をメインに新聞・雑誌への書評寄稿の他、文庫解説多数。ブックナビゲーターとして中京圏のラジオ出演や読書会主宰、講演、イベント司会などで活躍。中日ドラゴンズファンであり、コラムなどでその話題にふれることが多い。

## 著書

### 単著
- 『脳天気にもホドがある。 燃えドラ夫婦のリハビリ日記』（東洋経済新報社、2010年11月）
- 『読み出したら止まらない！ 女子ミステリーマストリード100』（日本経済新聞出版社〈日経文芸文庫〉、2015年8月）
- 『歴史・時代小説縦横無尽の読みくらべガイド』（文藝春秋〈文春文庫〉、2017年10月）
- 『クリスティを読む！ ミステリの女王の名作入門講座』（東京創元社〈キイ・ライブラリー〉、2024年1月）

### 編著
- 『探偵・藤森涼子の事件簿』（太田忠司著、実業之日本社〈実業之日本社文庫〉、2012年6月）
- 『「御宿かわせみ」ミステリ傑作選』（平岩弓枝著、文藝春秋〈文春文庫〉、2018年12月）
- 『放課後推理大全 学園ミステリーアンソロジー』（朝日新聞出版〈朝日文庫〉、2024年８月）

### 収録
- 『エロスの記憶「オール讀物」官能的コレクション2014』（文藝春秋、2014年）「オール読書会 官能小説品定め」

## 出演

### ラジオ
- CBCラジオ「多田しげおの気分爽快!!朝からP・O・N」（番組内のコーナー「暮らしに鉄分」木曜日「私のポン棚」を担当）